# Терешин
Терешин (пол. Tereszyn) — село в Польщі, у гміні Конопниця Люблінського повіту Люблінського воєводства.
Населення — 316 осіб (2011).

## Демографія
Демографічна структура станом на 31 березня 2011 року:
|          | Загалом | Допрацездатний вік | Працездатний вік | Постпрацездатний вік |
| -------- | ------- | ------------------ | ---------------- | -------------------- |
| Чоловіки | 156     | 37                 | 105              | 14                   |
| Жінки    | 160     | 28                 | 93               | 39                   |
| Разом    | 316     | 65                 | 198              | 53                   |